# Cuenca Del Ebrón
Cuenca Del Ebrón este o arie protejată (arie specială de conservare — SAC, sit de importanță comunitară — SCI) din Spania întinsă pe o suprafață de 21.837,09 ha, integral pe uscat.

## Localizare
Centrul sitului Cuenca Del Ebrón este situat la coordonatele 40°13′47″N 1°22′13″W / 40.2298°N 1.37019°V.

## Înființare
Situl Cuenca Del Ebrón a fost declarat sit de importanță comunitară în iulie 2000 pentru a proteja 8 specii de animale. Situl a fost protejat și ca arie specială de conservare în februarie 2021.

## Biodiversitate
Situată în ecoregiunea mediteraneană, aria protejată conține 16 habitate naturale: Pante stâncoase calcaroase cu vegetație casmofită, Păduri iberice de Quercus faginea și Quercus canariensis, Păduri de stejar galițio-portugheze cu Quercus robur și Quercus pyrenaica, Păduri endemice cu Juniperus spp., Izvoare petrifiante cu formare de travertin (Cratoneurion), Lande oro-mediteraneene cu formațiuni endemice de grozamă, Pajiști alpine și subalpine calcaroase, Pajiști uscate europene, Matorral arborescenți cu Juniperus spp., Păduri de pin (sub-) mediteraneene cu pini negri endemici, Pajiști umede mediteraneene cu ierburi înalte de Molinio-Holoschoenion, Mlaștini alcaline, Păduri de Quercus ilex și Quercus rotundifolia, Iazuri temporare mediteraneene, Galerii de Salix alba și de Populus alba, Pante stâncoase silicioase cu vegetație casmofită.
La baza desemnării sitului se află mai multe specii protejate:
- mamifere (5): vidră de râu (Lutra lutra), Microtus cabrerae, liliac comun (Myotis myotis), liliacul mare cu potcoavă (Rhinolophus ferrumequinum), liliacul mic cu potcoavă (Rhinolophus hipposideros)
- nevertebrate (2): fluturele auriu (Euphydryas aurinia), Graellsia isabellae
- pești (1): Parachondrostoma turiense

Pe lângă speciile protejate, pe teritoriul sitului au mai fost identificate 5 specii de plante, 11 specii de păsări, 4 specii de amfibieni, 7 specii de mamifere, 1 specie de pești, 2 specii de reptile.